# Liste der Monuments historiques in Noyal-sur-Vilaine
Die Liste der Monuments historiques in Noyal-sur-Vilaine führt die Monuments historiques in der französischen Stadt Noyal-sur-Vilaine auf.

## Liste der Bauwerke
| Bezeichnung          | Beschreibung | Standort                     | Kennzeichnung | Schutzstatus | Datum | Bild           |
| -------------------- | ------------ | ---------------------------- | ------------- | ------------ | ----- | -------------- |
| Manoir de Boisorcant | Herrenhaus   | (Lage)                       | PA00090646    | Classé       | 1987  | weitere Bilder |
| Kirche St-Pierre     |              | 9, place de la Mairie (Lage) | PA35000060    | Inscrit      | 2014  | weitere Bilder |

## Liste der Objekte

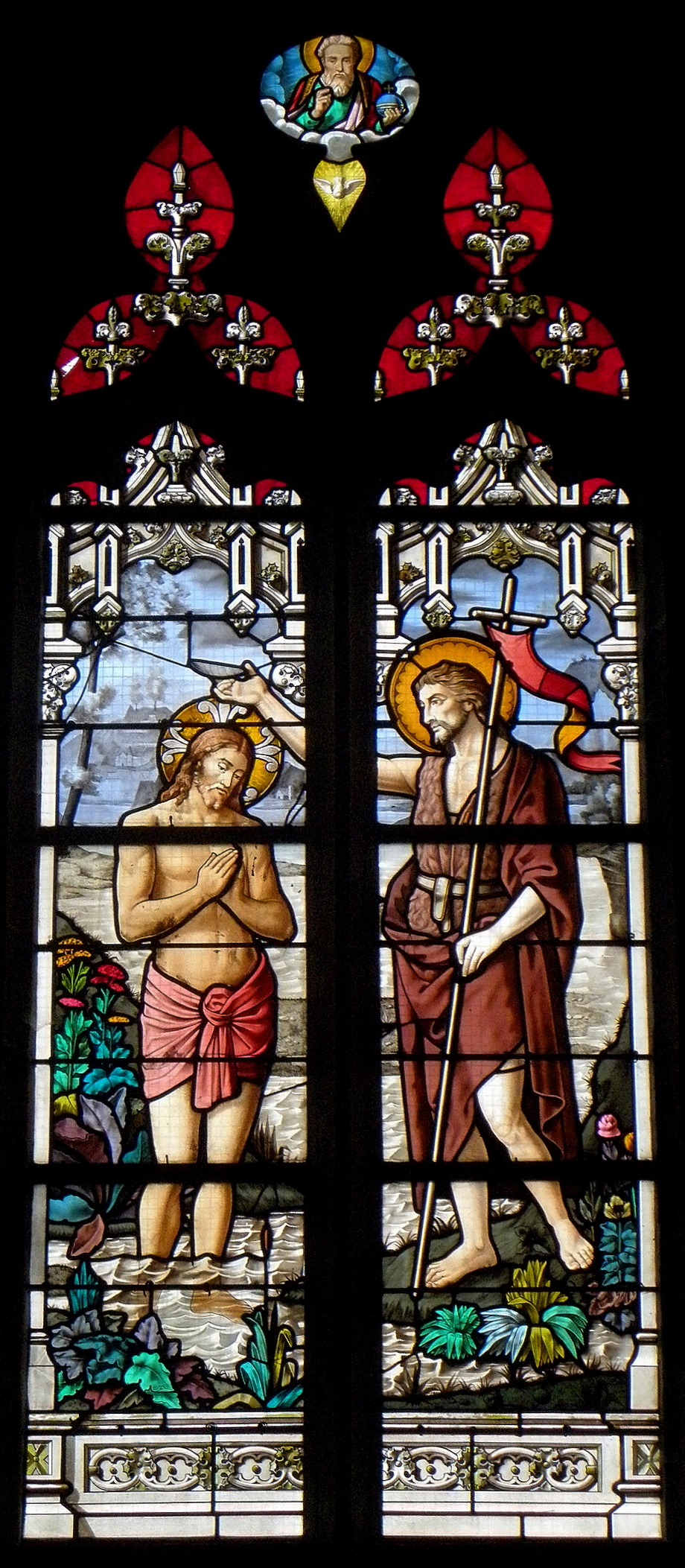
Bleiglasfenster Taufe Jesu in der Kirche St-Pierre von Lecomte et Colin

- Monuments historiques (Objekte) in Noyal-sur-Vilaine in der Base Palissy des französischen Kultusministeriums